# Ferdinand Kruse
Ferdinand Kruse (* 26. November 1921 in Sapelloh, Landkreis Nienburg; † 16. Mai 2002 in Warmsen) war ein niedersächsischer Politiker (CDU) und Mitglied des Niedersächsischen Landtages.
Kruse besuchte die Volksschule in Schamerloh und besuchte im Anschluss die Aufbauschule in Petershagen und die Landwirtschaftsschule in Uchte. Im Zweiten Weltkrieg war er als Soldat im Kriegsdienst zwischen 1941 und 1945 im Einsatz. In dieser Zeit erhielt er in der Nebeltruppenschule in Celle eine Ausbildung. Nach dem Krieg legte er im Jahr 1957 die Prüfung zum Landwirtschaftsmeister ab. Seit 1977 war er Vorsitzender des CDU-Kreisverbandes in seinem Heimatkreis Nienburg. Hier wurde er stellvertretender Kreisvorsitzender des Niedersächsischen Landvolkes im Kreisverband Nienburg. Zudem war er Vorsitzender der Verbandsversammlung und des Verwaltungsrates der Zweckverbandssparkasse in Uchte. Kruse war Mitglied bzw. Beauftragter der Landwirtschaftskammer von Hannover. Zudem wurde er zum Mitglied des Brandkassenausschusses und der Landschaftlichen Deputiertenversammlung der Versicherungsgruppe Hannover (VGH). 
Im Jahr 1950 wurde er zum Ratsherr und Bürgermeister der Gemeinde Warmsen gewählt. Im Jahr 1952 wurde er zudem zum Abgeordneten des Kreistages und zum stellvertretender Landrat des Landkreises Nienburg. In der achten bis zehnten Wahlperiode war er Mitglied des Niedersächsischen Landtages zwischen dem 21. Juni 1974 und dem 20. Juni 1986. Kruse war Träger des Verdienstkreuzes am Bande des Verdienstordens der Bundesrepublik Deutschland. 